# Szudó Sigemicu
Szudó Sigemicu (Mikasza, 1956. április 2. –) japán válogatott labdarúgó.

## Nemzeti válogatott
A japán válogatottban 13 mérkőzést játszott.

## Statisztika
| Japán válogatott | Japán válogatott | Japán válogatott |
| Időszak          | Mérk.            | gól              |
| ---------------- | ---------------- | ---------------- |
| 1979             | 1                | 0                |
| 1980             | 8                | 0                |
| 1981             | 4                | 0                |
| Összesen         | 13               | 0                |